# Roman Witaljewitsch Molwistow
Roman Witaljewitsch Molwistow (russisch Роман Витальевич Молвистов; * 10. Februar 1981 in Kandalakscha) ist ein ehemaliger russischer Naturbahnrodler. Er startete auch im Einsitzer, erzielte aber seine größten Erfolge gemeinsam mit Denis Alimow im Doppelsitzer. Sie gewannen bei der Europameisterschaft 2004 die Silbermedaille und bei der Europameisterschaft 2006 die Bronzemedaille, erzielten sechs Podestplätze in Weltcuprennen und erreichten dreimal den fünften Platz im Doppelsitzer-Gesamtweltcup.

## Karriere
Molwistow nahm ab 1996 an internationalen Juniorenmeisterschaften teil. Bei der Junioreneuropameisterschaft 1996 in Szczyrk fuhr er auf Platz 29 im Einsitzer, bei der Juniorenweltmeisterschaft 1997 in Aosta auf Platz 13 im Einsitzer und mit Sergei Petrow auf Rang fünf im Doppelsitzer. Bei der Junioreneuropameisterschaft 1998 in Feld am See kam er im Einsitzer als 19. ins Ziel, fiel aber im Doppelsitzer mit Petrow aus.
Ab 1999 startete Molwistow im Doppelsitzer mit Denis Alimow. Am 24. Januar 1999 gab er im italienischen Canale d’Agordo sein Weltcupdebüt, wurde 17. im Einsitzer und mit Alimow Sechster im Doppelsitzer. Eine Woche später erzielte er bei der Juniorenweltmeisterschaft 1999 in Hüttau den 16. Rang im Einsitzer, kam im Doppelsitzer aber mit knapp 16 Sekunden Rückstand nur auf den sechsten und letzten Platz. Mit einem weiteren sechsten Platz in Aurach beendeten Alimow/Molwistow den Doppelsitzer-Gesamtweltcup der Saison 1998/1999 an siebenter Stelle, im Einsitzer belegte Molwistow den 20. Gesamtrang. Mitte Februar erzielte er bei der Europameisterschaft 1999 in Szczyrk – seinem ersten Titelkampf in der Allgemeinen Klasse – den 18. und letzten Platz im Einsitzer und im Doppelsitzer kam das Duo Alimow/Molwistow auf den fünften und zugleich vorletzten Platz.
In der Saison 1999/2000 konnte Molwistow im Einsitzer in fünf von sechs Weltcuprennen punkten. Er fuhr viermal unter die schnellsten 20 und erreichte als beste Rennergebnisse zwei 16. Plätze in Oberperfuss und Stein an der Enns. Damit erzielte er im Gesamtweltcup den 19. Rang und somit sein bestes Gesamtergebnis im Einsitzer. Im Doppelsitzer konnte er mit Denis Alimow fünfmal punkten. In den letzten drei Weltcuprennen fuhr das Duo unter die besten fünf und erreichte damit im Gesamtweltcup den fünften Platz. Bei der Weltmeisterschaft 2000 in Olang wurde Molwistow 27. im Einsitzer und mit Alimow Sechster im Doppelsitzer.
Nachdem Roman Molwistow in den ersten beiden Weltcuprennen der Saison 2000/2001 weder im Ein- noch im Doppelsitzer gestartet war, gelang dem Duo Alimow/Molwistow mit Platz zwei im dritten Weltcuprennen in Lüsen, dem ersten an dem sie in diesem Winter teilnahmen, der erste Podestplatz und gleichzeitig das beste Ergebnis in einem Weltcuprennen in ihrer Karriere. In den letzten beiden Weltcuprennen in Moskau und Hüttau folgten zwei dritte Plätze, womit sie im Gesamtweltcup wie schon im Vorjahr den fünften Platz erreichten. Im Einsitzer startete Molwistow nur in zwei Weltcuprennen, erzielte einen 21. und einen 16. Platz und wurde 24. im Gesamtklassement. Bei der Weltmeisterschaft 2001 in Stein an der Enns startete Molwistow nur im Einsitzer, kam aber nicht ins Ziel. Es war dies sein letztes Antreten im Einsitzer bei internationalen Titelkämpfen. Im Weltcup startete er in der Saison 2001/2002 noch in drei Einsitzerrennen, erreichte als bestes Ergebnis einen 19. Platz in Hüttau und wurde wie im Vorjahr 26. des Gesamtweltcups, diesmal punktegleich mit dem Slowenen Borut Fejfar. Danach startete er auch im Weltcup nur noch im Doppelsitzer. Im Winter 2001/2002 waren Alimow/Molwistow bei vier Weltcuprennen im Doppelsitzer am Start. Sie erreichten zwei sechste und einen fünften Platz, fielen aber auch einmal aus und wurden Gesamt-Siebente. Bei der Europameisterschaft 2002 in Frantschach-Sankt Gertraud wurden sie Fünfte im Doppelsitzer.
Jeweils nur zwei Weltcuprennen bestritten Roman Molwistow und Denis Alimow in den Saisonen 2002/2003 und 2003/2004. 2002/2003 wurden sie einmal Fünfte, einmal Neunte und Gesamt-Zwölfte; 2003/2004 erzielten sie einen neunten Platz beim Auftakt in Olang und mit Rang drei in Moskau ihre erste Podestplatzierung seit drei Jahren, womit sie Zehnte im Gesamtweltcup wurden. Zwei Wochen danach feierten sie ihren größten internationalen Erfolg, als sie bei der Europameisterschaft 2004 in Hüttau mit einem Rückstand von 0,65 Sekunden auf ihre Landsmänner Pawel Porschnew und Iwan Lasarew die Silbermedaille im Doppelsitzer gewannen. Bei der Weltmeisterschaft 2003 in Železniki waren sie Fünfte gewesen. In der Saison 2004/2005 nahmen Molwistow und Alimow wieder an fünf der sechs Weltcuprennen teil. Sie fuhren in allen Rennen unter die schnellsten sieben und erzielten als beste Resultate zwei dritte Plätze in Unterammergau und Latzfons, womit sie zum dritten Mal in ihrer Karriere den fünften Platz im Doppelsitzer-Gesamtweltcup erreichten. Bei der Weltmeisterschaft 2005 in Latsch wurden sie Sechste im Doppelsitzer. Sie starteten auch zum ersten und einzigen Mal im Mannschaftswettbewerb und belegten gemeinsam mit Julija Wetlowa und Alexander Jegorow im Team Russland II den siebenten Platz.
In der Saison 2005/2006 starteten Alimow/Molwistow nur in den ersten drei Weltcuprennen, in denen ein fünfter Platz in Kindberg ihr bestes Ergebnis war und sie damit im Gesamtweltcup Zehnte wurden. Anschließend nahmen sie noch an der Europameisterschaft 2006 in Umhausen teil, wo sie mit der jeweils viertschnellsten Laufzeit hinter Porschnew/Lasarew und den Österreichern Schatz/Mühlbacher die Bronzemedaille gewannen. Zum ersten Mal seit sieben Jahren starteten Molwistow und Alimow in der Saison 2006/2007 wieder in allen sechs Doppelsitzer-Weltcuprennen. In fünf Rennen fuhren sie unter die schnellsten sieben und erzielten als bestes Resultat den vierten Platz in Longiarü, womit sie im Gesamtweltcup Siebente wurden. Bei der Weltmeisterschaft 2007 in Grande Prairie wurden Alimow/Molwistow jedoch ebenso wie drei andere Paare disqualifiziert, weil die Schienen ihrer Rodel die zulässige Maximaltemperatur überschritten haben. Wieder nur drei Weltcuprennen bestritten Roman Molwistow und Denis Alimow in ihrer letzten gemeinsamen Saison 2007/2008. Sie erzielten einen siebenten und zwei neunte Plätze und kamen im Gesamtweltcup auf Rang zwölf. Bei der Europameisterschaft 2008 in Olang wurden sie Sechste.
Nach dem Karriereende Denis Alimows startete Roman Molwistow in der Saison 2008/2009 mit Stanislaw Kowschik. Sie nahmen an den ersten vier Weltcuprennen des Winters teil, erzielten dabei einen achten, zwei neunte und einen zehnten Platz und wurden Zehnte im Gesamtweltcup. Bei der Weltmeisterschaft 2009 in Moos in Passeier erzielten sie den neunten Platz. Nach dieser Saison beendete auch Roman Molwistow seine Karriere.

## Sportliche Erfolge
(wenn nicht anders angegeben, Doppelsitzer mit Denis Alimow)

### Weltmeisterschaften
- Olang 2000: 6. Doppelsitzer, 27. Einsitzer
- Železniki 2003: 5. Doppelsitzer
- Latsch 2005: 6. Doppelsitzer, 7. Mannschaft
- Moos in Passeier 2009: 9. Doppelsitzer (mit Stanislaw Kowschik)

### Europameisterschaften
- Szczyrk 1999: 5. Doppelsitzer, 18. Einsitzer
- Frantschach 2002: 5. Doppelsitzer
- Hüttau 2004: 2. Doppelsitzer
- Umhausen 2006: 3. Doppelsitzer
- Olang 2008: 6. Doppelsitzer

### Juniorenweltmeisterschaften
- Aosta 1997: 5. Doppelsitzer (mit Sergei Petrow), 13. Einsitzer
- Hüttau 1999: 6. Doppelsitzer, 16. Einsitzer

### Junioreneuropameisterschaften
- Szczyrk 1996: 29. Einsitzer
- Feld am See 1998: 19. Einsitzer

### Weltcup
- 3× 5. Platz im Doppelsitzer-Gesamtweltcup in den Saisonen 1999/2000, 2000/2001 und 2004/2005
- 6 Podestplätze im Doppelsitzer